# Lotta Dempsey
Lotta Dempsey, née le 12 janvier 1905 et morte le 19 décembre 1988, est une journaliste, rédactrice en cheffe et personnalité de la télévision canadienne primée. Elle grandit en Alberta, au Canada, et commence sa carrière de journaliste en 1923 au Edmonton Journal. Elle écrit pour la page des femmes, car seuls les journalistes masculins sont autorisés à couvrir des sujets d'intérêt général ou des actualités difficiles. Quatre ans plus tard, elle part pour le Edmonton Bulletin (en) et y reste pendant la pire de la Grande Dépression. En 1935, Dempsey déménage à Toronto, travaillant brièvement au Star Weekly (en), avant d'être embauchée par Chatelaine (en) comme rédactrice adjointe.
Après son mariage et la naissance de son fils, elle s'éloigne du bureau pendant deux ans, mais continue à écrire pour Chatelaine depuis chez elle. Elle soumet également des articles indépendants à Maclean's. De retour sur le marché du travail en 1940, elle travaille pour la Société Radio-Canada en tant que rédactrice en cheffe, animatrice d'un quiz radiophonique et intervieweuse. Pendant la guerre, elle travaille dans les relations publiques pour le Wartime Prices and Trade Board (en), avant de retourner au journalisme au Globe and Mail. Elle revient brièvement comme rédactrice en chef de Chatelaine en 1952, mais après huit mois reprend son travail au Globe and Mail. À partir de 1958, elle travaille comme chroniqueuse et rédactrice d'articles pour le Toronto Star et anime une émission de télévision pour les personnes âgées sur CBC Television.
En 1948, elle remporte le prix du meilleur article du Canadian Women's Press Club et est de nouveau récompensée par celui-ci en 1959, 1960 et 1967 avec des prix pour ses chroniques. Dempsey est intronisée au Temple de la renommée de l'information canadienne en 1975.

## Jeunesse et éducation

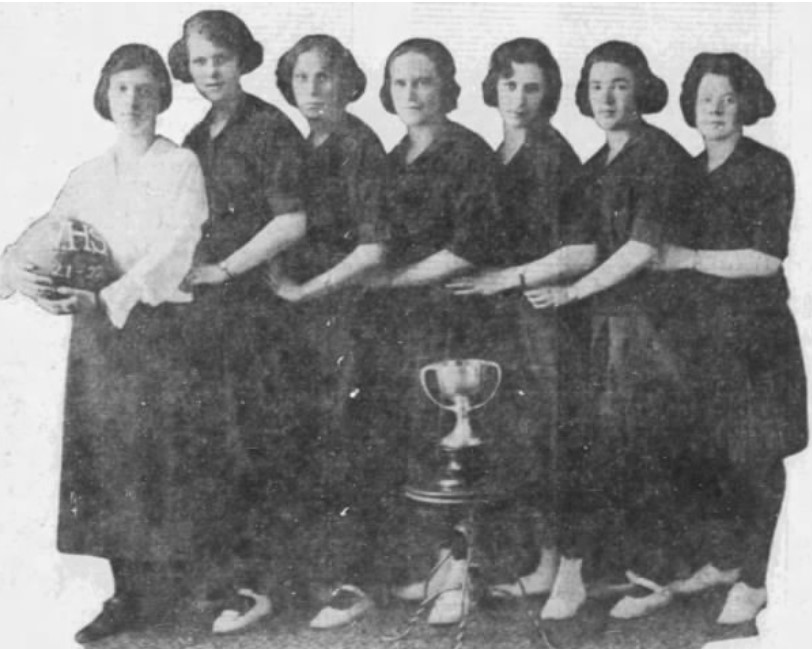
Équipe féminine de basket-ball de l'école secondaire Victoria de 1922 : (de gauche à droite) Mlle L. Maguire, entraîneuse ; Lotta Dempsey, Centre; Lucille Dobson, au centre; Margaret McPhereson, garde ; Thyra Hull, garde ; Dorothy Kinney, attaquante ; Hilda Bagnall, attaquante.

Lotta Caldwell Dempsey est née le 12 janvier 1905, à Edmonton, Territoire du Nord-Ouest (aujourd'hui Alberta) Canada, d'Eveline Louise « Eva » (née Hering) et d'Alexander C. « Alex » Dempsey,,. Elle a un frère cadet, Ardis, décédé en bas âge ; par la suite, son cousin, Phil Damon Dempsey, vient vivre avec la famille et est élevé comme le frère de Lotta,. Son père est propriétaire du Bon Ton Store, une épicerie haut de gamme avec un glacier devant son stand de fruits,. Sa mère est une femme au foyer qui passe du temps à tricoter et à coudre des vêtements et des couvre-lits pour sa famille. Le magasin devient finalement une épicerie à part entière et Lotta travaille avec son père pour aider les clients, laver les fruits et légumes, remplir les étagères et parfois effectuer les livraisons.
Dempsey fréquente la McKay Avenue School (en), puis s'inscrit à la Victoria High School, où elle joue au basket-ball. Sa taille et son nom entraîne des brimades de la part de ses pairs, qui se moquent de sa taille en déformant son nom en « a lotta Dempsey ». Plus tard dans sa vie, elle préfère se faire appeler Lotie par ses amies. Dès son plus jeune âge, elle veut devenir journaliste, mais son père insiste pour qu'elle étudie pour devenir enseignante parce que c'est plus respectable. Après avoir obtenu son diplôme d'études secondaires, elle obtient un certificat d'enseignement de première classe de l'école normale d'Edmonton, étudiant avec Donalda Dickie (en). Lorsqu'elle obtient son diplôme en avril 1923, elle travaille pendant huit semaines dans une école à classe unique appelée Four Corners Rural School, près de Ferintosh, en Alberta,. Décidant qu'elle n'est pas compatible avec l'enseignement, elle met fin à son emploi et épouse en mai le comptable Sid Richardson. Le mariage dure six mois et se termine lorsque la perspective d'un emploi dans un journal se présente.

## Carrière

### Edmonton (1923-1935)
En septembre 1923, Dempsey est embauchée comme jeune journaliste gagnant 17,50 $ CA par semaine au Edmonton Journal,. Elle est affectée à la page des femmes et travaille sous la direction de la rédactrice en chef Edna Wells, la seule autre femme employée par le journal,. À l’époque, il est inhabituel que les rédactions disposent de toilettes pour leurs employées et elles ne sont autorisées à interviewer des personnalités nationales que si aucun journaliste masculin n’est disponible. La section féminine couvre généralement les événements sociaux et caritatifs, les conseils ménagers, les recettes, les vêtements et les personnalités éminentes. Même si elle n'est pas autorisée à écrire des articles d'actualité, Dempsey est heureuse de travailler comme journaliste, mais après quatre ans, on lui offre 40 $ CA par semaine au Edmonton Bulletin (en),. Le salaire est très élevé, surtout pour une femme à cette époque, et on lui offre la possibilité de couvrir des événements et des voyages plus importants, ce qui l'incite à changer d'emploi. Elle est chargée de couvrir Vancouver et Winnipeg et écrit des articles sur l'éducation, les trappeurs et les commerçants, les réserves des Premières Nations et les établissements mennonites.

Voulant améliorer ses compétences, en 1929, Dempsey demande à Charlie Campbell, son éditeur, six semaines de congé pour suivre un cours de journalisme à l'université Columbia. Il refuse, n'y voyant aucune valeur, proposant à la place qu'elle prenne un congé payé de six semaines pour apprendre auprès de journalistes américains. Il établit un itinéraire parmi ses amis qui comprend des arrêts au Seattle Post-Intelligencer, à l'Oregonian à Portland, au San Francisco News et au Los Angeles Herald Examiner (en). Elle demande et obtient deux semaines supplémentaires pour visiter Hollywood pour la première fois. De retour chez elle le 24 octobre, elle n'a pas traversé la frontière canadienne avant que le marché boursier ne s'effondre, ouvrant la voie à la Grande Dépression. Même si Dempsey n'est pas licenciée, son salaire est réduit à 28 $ CA par semaine. La plupart de ses revenus servent à aider ses parents, car son père a perdu son magasin et leur maison, après l'avoir hypothéquée pour tenter de sauver son entreprise. Sa mère démarre une entreprise de restauration et son père devient vendeur d'aspirateurs en porte-à-porte. Ils emménagent dans un appartement au-dessus d'un atelier de couture et nettoient le magasin en échange d'un loyer. Comme il n'y a pas de salle de bains dans les locaux d'habitation, ils doivent utiliser les toilettes du magasin et se doucher au YMCA local.

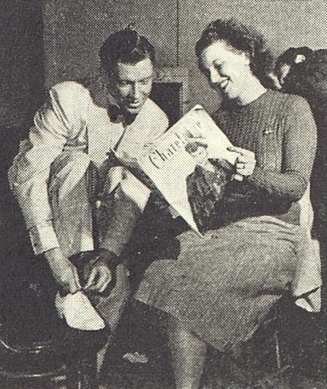
Dempsey avec George Murphy (1944).

Dempsey se joint à la branche d'Edmonton du Club canadien de presse des femmes de tendance féministe dans les années 1930,. Des militantes comme Henrietta Edwards, Nellie McClung, Emily Murphy et Irene Parlby lui apprennent que couvrir des problèmes tels que la toxicomanie, la maltraitance des enfants et la violence domestique est nécessaire pour qu'elle devienne « une bonne journaliste et, plus important encore, un être humain valable ». Parallèlement à ses reportages, Dempsey écrit également de la poésie et remporte des prix en 1930 et 1932 au concours de poésie de l'Alberta (organisé par la branche d'Edmonton de l'Association des auteurs canadiens). Ayant reçu une prime de 500 $ CA de la part de Campbell pour être resté au journal au plus fort de la dépression, Dempsey envisage de déménager à Toronto. Deux amis, Jeannie Alexander et Mahon Cord, anciens du Calgary Herald, ont déjà sauté le pas et lui ont proposé de lui louer une chambre avec eux,. Tommy Wheeler, rédacteur en chef du Star Weekly (en) a acheté des articles de Dempsey et Byrne Hope Sanders (en), rédacteur en chef du Chatelaine (en), a exprimé son intérêt pour son travail. Sentant qu'elle n'a pas grand-chose à perdre et avec la promesse qu'elle peut revenir si Toronto ne fonctionne pas, Dempsey finalise ses plans et déménage en 1935,.

### Toronto (1935-1958)
Dempsey emménage dans l'appartement du 89 Breadalbane Street, dans le quartier de Queens 'Park. Elle est embauchée par Wheeler pour effectuer un travail indépendant et en trois semaines, Sanders lui propose un poste de rédactrice adjointe chez Chatelaine. Elle écrit pour le magazine sous de nombreux pseudonymes, utilisant John Alexander pour les reportages, Carolyn Damon pour la mode et Annabel Lee pour les articles de beauté,. Quelques mois plus tard, elle rencontre l'architecte Richard « Dick » Fisher, jeune père de deux garçons et ils se marient le 5 décembre 1936 à la chapelle Hart House de l'Université de Toronto. Après leur mariage, la famille vit d'abord à Bennington Heights. Bien que Dempsey ne soit ni domestique ni particulièrement maternelle, deux ans et demi plus tard, lorsque le fils du couple, Donald, naît, elle quitte le bureau et écrit sa chronique beauté depuis chez elle pendant deux ans. Elle soumet également des articles indépendants à Maclean's. Lorsque Fisher est conscris, Dempsey et les garçons déménagent dans un petit duplex sur Avenue Road (en). Lorsqu'il décide de retourner au travail, Dempsey embauche un homme de ménage gay nommé Stanley Burrows, qui achète et prépare les repas, décore leur maison avec des fleurs et s'occupe des tâches ménagères et du jardinage. Burrows vit avec la famille pendant vingt-deux ans,.

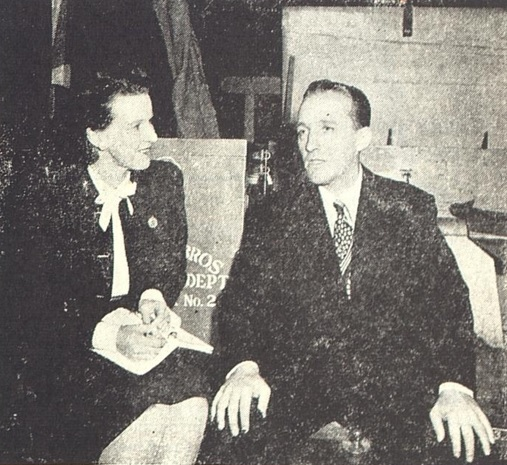
Dempsey interviewe Bing Crosby (1944).

En 1940, Dempsey commence à travailler pour la Société Radio-Canada en tant que rédactrice en cheffe. En 1943, elle écrit un article dans Maclean's dans lequel elle observe que l'entrée sur le marché du travail des femmes pendant la guerre marque le début de l'égalité des femmes au Canada. Elle fait également des commentaires à la radio, des interviews et des émissions en tant qu'animatrice de quiz,. Pendant la guerre, elle travaille pour le Wartime Prices and Trade Board (en) dans le domaine des relations publiques,. Dempsey retourne à Châtelaine en 1944, en tant que rédactrice en cheffe de la page féminine, et la famille déménage dans une nouvelle maison sur Woodlawn Avenue, près de son bureau. Son style d'édition va au-delà de la sphère habituelle du foyer et encourage les femmes canadiennes à se renseigner et à s'impliquer dans les problèmes plus vastes qui touchent le pays. Consciente que l'équilibre entre travail et tâches ménagères fait souffrir de nombreuses femmes du syndrome de la super-maman, elle suggère à ses lectrices qu'elles ne sont pas obligées de se limiter à la maison si elles se concentrent uniquement sur leurs tâches les plus importantes. Ses postes en dehors de la rédaction pendant la guerre la protège des licenciements massifs de femmes journalistes survenus à la fin de la guerre.
Dempsey est honorée par le Canadian Women's Press Club en 1948, pour un article sur les prédateurs d'enfants. Le prix récompense « la meilleure gestion d'un événement d'actualité ou d'un problème public d'importance » et est accompagné d'une médaille d'or et d'un prix de 100 $ CA. Prenant une pause avec le magazine, Dempsey travaille comme chroniqueuse pour le Globe and Mail de 1948 à la fin de 1951,,. Elle est également l'auteur d'un profil de Katherine Hale (en) pour le livre de 1948 Leading Canadian Poets. Lorsque Sanders démissionne de son poste de rédacteur en chef de Châtelaine, Dempsey prend la direction du magazine entre février et septembre 1952,. Elle explique son départ brutal en disant qu'elle préfère écrire ses propres histoires, mais sa collègue journaliste Doris Anderson déclare qu'il y avait d'autres problèmes. Le manager en chef veut devenir rédacteur en chef et sape souvent Dempsey, qui n'apprécie pas toutes les tâches administratives associées au poste éditorial le plus élevé du magazine. En février 1953, elle est de retour au Globe and Mail, où elle reste jusqu'en 1958. Certaines de ses chroniques régulières comprennent « Private Line », dans laquelle elle couvre les humanitaires et leurs projets et « Person to Person », dans laquelle elle couvre des personnes influentes et célèbres .Elle écrit souvent sur les défis des familles, notamment en écrivant des articles sur les prisonniers et leurs familles. Elle est la première Canadienne à interviewer le sexologue Alfred Kinsey, qui parle rarement avec la presse.

### Toronto Star(1958-1981)
En 1958, Dempsey part travailler pour le Toronto Star, en tant que rédactrice et chroniqueuse,. Elle est régulièrement chargée de couvrir des reportages sur les tournées royales et les chefs d'État en visite. Dans un cas, en 1959, elle réussit à faire la une des journaux en parlant à la partenaire de Nikita Khrouchtchev, Nina Khrouchtchev, qui a refusé de parler aux journalistes. Elle rencontre également et écrit sur Jacqueline et John F. Kennedy, et Pierre Trudeau, ainsi que sur des célébrités telles que Humphrey Bogart, Noël Coward, et Lorne Greene. En 1959 et 1960, Dempsey voit de nouveau son travail reconnu par le Canadian Women's Press Club, cette fois avec des prix pour ses chroniques. Elle apparaît dans trois épisodes de Bonanza avec Greene, qu'elle a connu grâce à son précédent travail à la radio dans les années 1960. À peu près à la même époque, Dempsey utilise une situation qui s'est produite lorsque son rédacteur en chef Charles Templeton lui a demandé d'emmener sa fille aux toilettes, pour faire comprendre que les toilettes pour femmes n'étaient toujours pas disponibles à l'étage où travaillait la rédaction. Elle emmène l'enfant à travers les départements de publicité et de diffusion jusqu'au bureau commercial et lui suggère de dire à son père jusqu'où elles ont dû aller. Peu de temps après, des toilettes pour femmes sont installées dans le département éditorial, la première pour tous les journaux où Dempsey a été employé.
Dempsey continue à écrire sur des sujets humanitaires. Lorsque le sommet Est-Ouest prévu entre Dwight Eisenhower et Khrouchtchev est annulé en 1960 après qu'un avion américain U-2 fut abattu dans l’espace aérien soviétique, Dempsey écrit une série d’articles sur ce que les femmes peuvent faire pour apaiser les tensions de la guerre froide. Elle a rencontré Abraham Feinberg (en), président du Comité de Toronto pour le désarmement, et d'autres militants pour expliquer ses idées. Ses chroniques attirent à la fois des femmes au foyer moyennes et des militantes, qui décident de s'organiser officiellement au sein du Comité des femmes pour la paix. Peu de temps après sa fondation, le groupe change le nom pour Canadian Voice of Women for Peace (en), connu sous le nom de VOW. Dempsey est une membre fondatrice de l'organisation, soutenant ses efforts et ceux d'autres militantes pour interdire les armes nucléaires et prévenir la guerre,. L'une des campagnes de VOW s'oppose à la création et à la promotion de jouets de guerre, en raison de leur potentiel à normaliser la violence et le militarisme. Dempsey participe non seulement à la campagne, mais écrit également en 1975 un article sur l’utilisation des jouets pour briser les divisions entre les sexes. Elle suggère qu'encourager les garçons à jouer avec Barbie et les filles à jouer avec Big Jim pourrait aider les enfants à comprendre que les filles peuvent être des espionnes et que les garçons peuvent jouer à la maison.
À la fin des années 1960, lorsque tous leurs fils ont déménagé, Dempsey, Fisher et Burrows déménagent dans une maison plus petite sur York Mills Road (en). Fisher décède d'une crise cardiaque en 1967 et deux ans plus tard, Burrows décède également. Malgré ses années d'écriture, Dempsey n'est jamais promue à un poste de journaliste plus prestigieux que celui de sa chronique d'intérêt général et n'est jamais devenue cadre supérieure d'un journal. Elle remporte le titre de « meilleure chroniqueuse » du Canadian Women's Press Club en 1967, pour un article traitant du suicide et de la solitude des femmes d'âge moyen. Lorsqu'elle atteint l'âge de la retraite, Dempsey a un signat dans la colonne « Âge de raison », qui aborde les problèmes affectant les personnes âgées. En 1975, elle est intronisée au Temple de la renommée de l'information canadienne, où elle est citée comme « l'une des femmes journalistes les plus admirées et respectées encore en activité ».
L'autobiographie de Dempsey, No Life for a Lady, est publiée en 1976,. Elle déclare à la journaliste Kay Alsop qu'après avoir rédigé une nécrologie pour un ami malade, elle a rédigé sa propre nécrologie et l'a remise à son rédacteur en chef pour qu'il la conserve dans ses dossiers. Après l'avoir lu, il l'encourage à en faire un livre. Le titre est basé sur les conseils de son père lorsqu'elle souhaitait devenir journaliste ; il disait que s'immiscer dans la vie des autres n'est « pas une vie pour une femme »,. Le livre raconte l'histoire de sa vie avec son humour typique, racontant les faux pas qu'elle a commis, ses rencontres avec des membres de la royauté et des célébrités, ainsi que les événements mondiaux mémorables survenus au cours de sa carrière,. Les critiques des journalistes Alsop de The Province, Eleanor Callaghan du Montreal Star et Judy Creighton de La Presse canadienne, commentent toutes la capacité de Dempsey à rire d'elle-même, son honnêteté à l'égard des notables qu'elle aime et n'aime pas, et sa représentation du journalisme comme un carrière à son époque,,. Avec Gordon Jocelyn, Dempsey commence à diffuser l'émission télévisée From Now On en 1978. Elle dure un an et est diffusé sur CBC à destination des personnes âgées. Les animateurs présentent des informations sur des sujets utiles, notamment la cuisine, les retraites et le fait de rester actif, mais aussi sur des questions pratiques telles que la solitude et la perte. Elle prend officiellement sa retraite du Toronto Star en 1980, mais continue à travailler comme journaliste indépendante pendant au moins cinq ans.

## Fin de vie, mort et héritage
En 1980, Dempsey déménage à Markham et épouse l'année suivante Arthur Ham (en), un professeur à la retraite de l'université de Toronto. Ne voulant pas arrêter d'écrire, elle écrit une chronique bimensuelle pour le journal Markham Economic & Sun. Après quelques années, le couple quitte le pays et retourne à Toronto, où elle demeure active jusqu'à peu de temps avant sa mort. Dempsey décède le 19 décembre 1988, à l'hôpital Sunnybrook de Toronto, des suites d'un cancer,. On se souvient d'elle comme de l'une des premières femmes journalistes du Canada qui, même si elle n'a pas écrit sur la discrimination à laquelle elle était confrontée dans l'industrie, s'est battue contre les limites qui lui étaient imposées pour élargir les opportunités offertes aux femmes. Elle est souvent décrite comme une journaliste glamour et est célèbre pour ses chapeaux et son fume-cigarette,. Au cours de sa carrière de plus de cinq décennies, elle incite ses lectrices à s'impliquer politiquement, et à contester les restrictions qui leur sont imposées en raison de leur sexe,.